# 鄰山縣
鄰山縣，漢代宕渠縣地，南朝梁置鄰州及鄰山縣；北魏改為鄰山郡，以山為名；隋初郡廢，並縣入鄰水；唐分置鄰山縣，又置鄰州，尋廢州；元時縣省。故治在今四川省大竹縣東南。。潾山，在縣西四十里，重疊潾比為名。
天寶元年，改為潾山郡。乾元元年，復為渠州。

## 沿革
- 南朝梁武帝大同三年（537年），始置鄰水縣、鄰山縣，並屬鄰州。
- 北朝後魏廢帝年間（551年-554年），降鄰州為鄰山郡，屬渠州。
- 隋文帝開皇三年(583年) ，併鄰山縣入鄰水縣，廢鄰山郡，直屬渠州[3]。
- 唐武德元年（618年），分鄰水縣復置鄰山縣，又以潾水縣、墊江縣、潾山縣、鹽泉縣四縣置潾州。武德八年（625年），又廢鄰州，隸渠州。天寶元年，改渠州為潾山郡，乾元元年，復為渠州[4]。寶歷元年（825年），鄰水縣及大竹縣皆省入鄰山縣[5]。
- 唐大中初，復置鄰水縣
- 前蜀，復置鄰州，並復置大竹縣，俱屬鄰州。
- 宋初，又廢鄰州，屬渠州隣山郡，乾德三年（965年），移治故隣州城。[6]。
- 宋至道二年（996年），大竹縣併入鄰山縣。
- 宋大中年間，復置大竹縣
- 元至正間，鄰山縣省入大竹縣。